# Старое Лукино (Тверская область)
Старое Лукино — деревня в Спировском районе Тверской области.

## География
Находится в центральной части Тверской области на расстоянии приблизительно 6 км на юго-запад по прямой от районного центра поселка Спирово.

## История
Деревня была отмечена ещё на карте 1825 года. В 1859 году здесь (деревня Новоторжского уезда) было учтено 16 дворов. До 2021 года входила в состав Выдропужского сельского поселения Спировского района до его упразднения.
В 2025 году была переименована в Старое Лукино в соответствии с постановлением Правительства России

## Население
Численность населения: 87 человек (1859 год), 0 как в 2002 году, так и в 2010.